# Прапор та герб міста та княжого абатства Санкт-Галлен
На прапорі та гербі міста і княжого абатства Санкт-Галлена зображено ведмедя, що стоїть прямо, крокуючи ліворуч (геральдично праворуч). В іншому випадку прапори та герби залежно від епохи можна чітко або не дуже чітко відрізнити один від одного. Найпоширенішим зображенням герба абатства є ведмідь на золотому тлі. Характерною рисою прапора та герба міста є золотий нашийник, який чітко відрізняє його від подібних, наприклад, гербів обох Аппенцеллів.
На відміну від майже всіх інших кантонів, що отримали свою назву від міста, прапор і герб кантону Санкт-Галлен не є спільними для міста.

## Герб
Офіційний герб міста, який використовується й донині:
Ведмідь, що йде прямо, на срібному щиті, передні лапи геральдично підняті праворуч, із золотим нашийником, золотими обладунками (кігті, зуби, вушні раковини, брови), з червоним язиком та червоним пенісом.

## Історія
Зображення прямостоячого ведмедя як герба княжого абатства Святого Галла згадується ще в Середньовіччі. Вперше він з'являється як печатка на документі абата Германа фон Бонштеттена 1334 року. На той час жодних доповнень немає. На ще раніших зображеннях ведмідь зображений на чотирьох лапах.
Ведмідь є одним із символів святого Галла, засновника і покровителя міста. Легенда розповідає, що Галл наказав ведмедю, який несподівано з'явився, кинути дрова у вогонь. Після цього ведмідь отримав в нагороду хліб з наказом ніколи більше не повертатися до Штайнаха. Оскільки ведмідь на гербі зображений у бойовій позі, зв'язок з цією легендою не є абсолютно доведеним. Це може бути також вільним посиланням на фортецю Бернегг, яка панувала над територіями навколо міста. З хлібом ведмідь тимчасово зображується на печатках абата, але ніколи на гербі міста або на монетах. Натомість у гербі пошти міста в XV столітті ведмідь тимчасово зображується з дерев'яним поліном.
На перших гербових малюнках ведмідь з'являється в XIV столітті на золотому тлі. Герб міста досі зображує ведмедя без атрибутів. На монетах абата в XVIII столітті знову з'являється дерев'яний брусок. У попередні століття абатство вже частково зображувало ведмедя з деревом.
Герб отримав свою остаточну форму після того, як 5 липня 1475 року Фрідріх III дозволив місту одягнути «золотий нашийник на шию ведмедя» на знак подяки за військову підтримку проти Карла Сміливого. Крім того, герб міста Санкт-Галлен у цьому дипломі був описаний так: «це білий щит, на якому стоїть чорний ведмідь із золотими кігтями та золотими бровами, а також із золотими вухами». У 1512 році і місто, і абатство Альте Ландшафт за їхні заслуги у «Великій кампанії 1508—1510 років» з метою вигнання французів отримали від Папи Юлія II цінний «Юліусбаннер».

## Прапори та кольори

### Абатство
Прапор абатства, на якому вже є жовтий фон у найстаріших збережених шрифтах, був подарований абату Гайсбергу від імені Папи Римського за його військову допомогу у Павійській війні 24 липня 1512 року. На ньому зображено сидячого Галла на жовтому міланському дамаску разом із ведмедем, який чекає хліба. Угорі зображено герб Папи Юлія II тому цей прапор також називають «Юліусбаннером».
Ще один збережений прапор можна побачити в Бернському історичному музеї. На цьому червоному прапорі, захопленому під час Другої фільмергенської війни, також зображений Галл з ведмедем.
Прапором абатства, однак, залишається чорний ведмідь у золотому кольорі. Кольори абатства також були чорним та жовтим. Таким чином, військові прапори абата у XVIII столітті мали герб абатства в центрі, полум'яно-жовтий та чорний.

### Місто
Найстаріший збережений міський прапор знаходиться в Національному музеї Цюриха. Він з'явився близько 1400 року і зображує чорного ведмедя, що стоїть на задніх лапах, з червоним язиком і червоним знаком на білому полі. Спочатку лапи були срібними. Пізніше колір лап змінився на золотий, а ведмідь став коричневим. У деяких пізніших зображеннях шерсть навіть стала помітно кудлатою.
Прапори, що використовувалися після 1475 року, відрізняються не тільки кольором фону, але й тим, що ведмідь тепер носить золотий нашийник. На прапорі Юлія міста він вже зображений таким чином, разом із «грегоріанським страждальцем» та інсигніями папи Юлія II.
Прикметно, що пізніші польові знаки, такі як «Юліусбаннер», все більше стають витворами мистецтва, що, звичайно, підходить для огляду зблизька, але не дуже підходить для використання як прапор у битві, де його потрібно легко ідентифікувати на великій відстані.
У XVIII столітті прапор міста набув вигляду інших федеральних прапорів. У центрі він мав герб міста — білий безперервний федеральний хрест, що поєднувався з кольорами міста: чорним, білим та червоним.
Кольори міста були офіційно прийняті 20 та 31 серпня 1943 року (але вони вже використовувалися до того). Це чорний, білий та червоний.

## Галерея

Герб колишнього княжого абатства Святого Галла
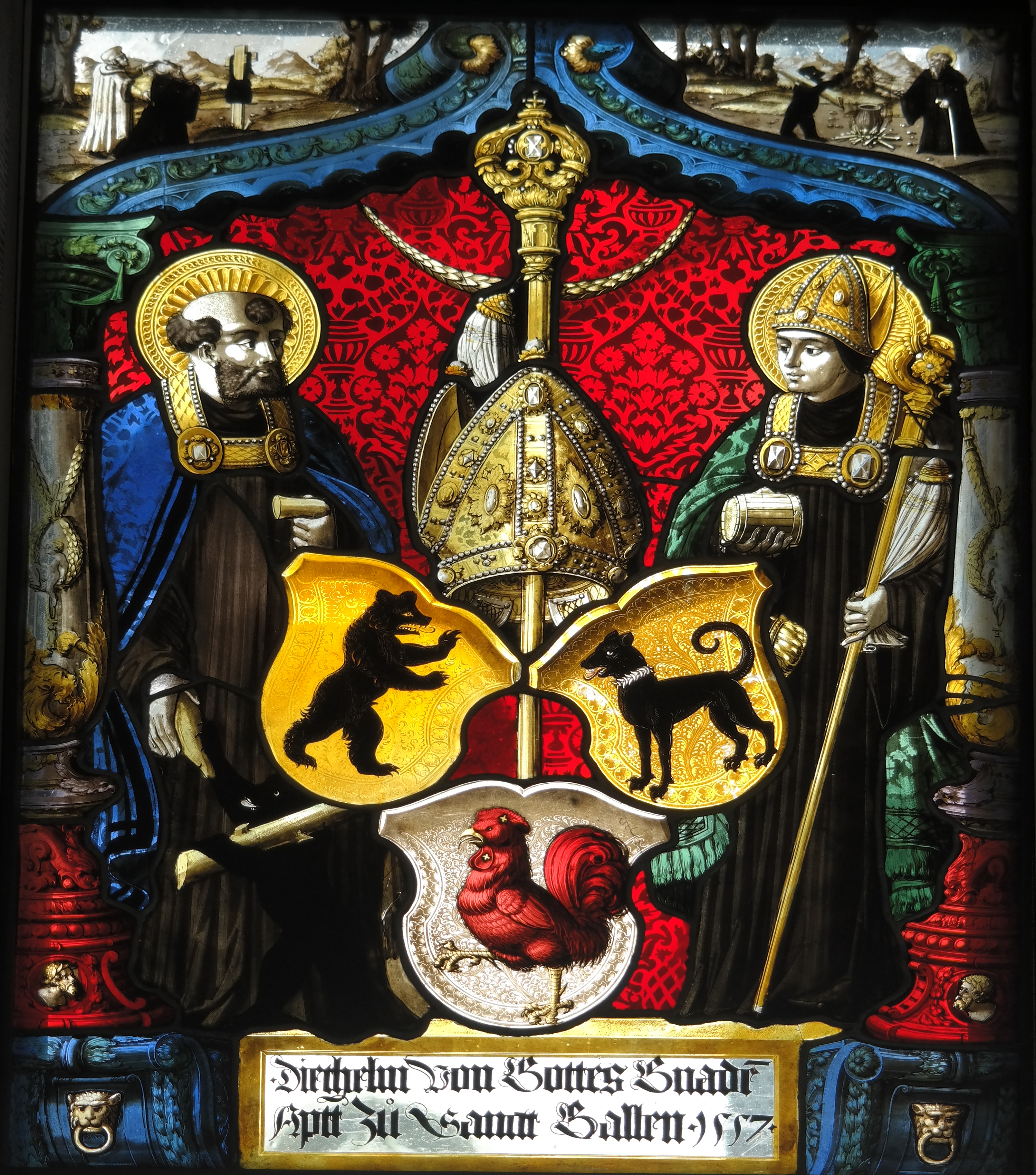
Герб княжого абатства Санкт-Галлена 1557 року в клуатрі монастиря Мурі. На ньому зображено герби абатства, графства Тоггенбург та абата Дітельма Бларера фон Вартензее.
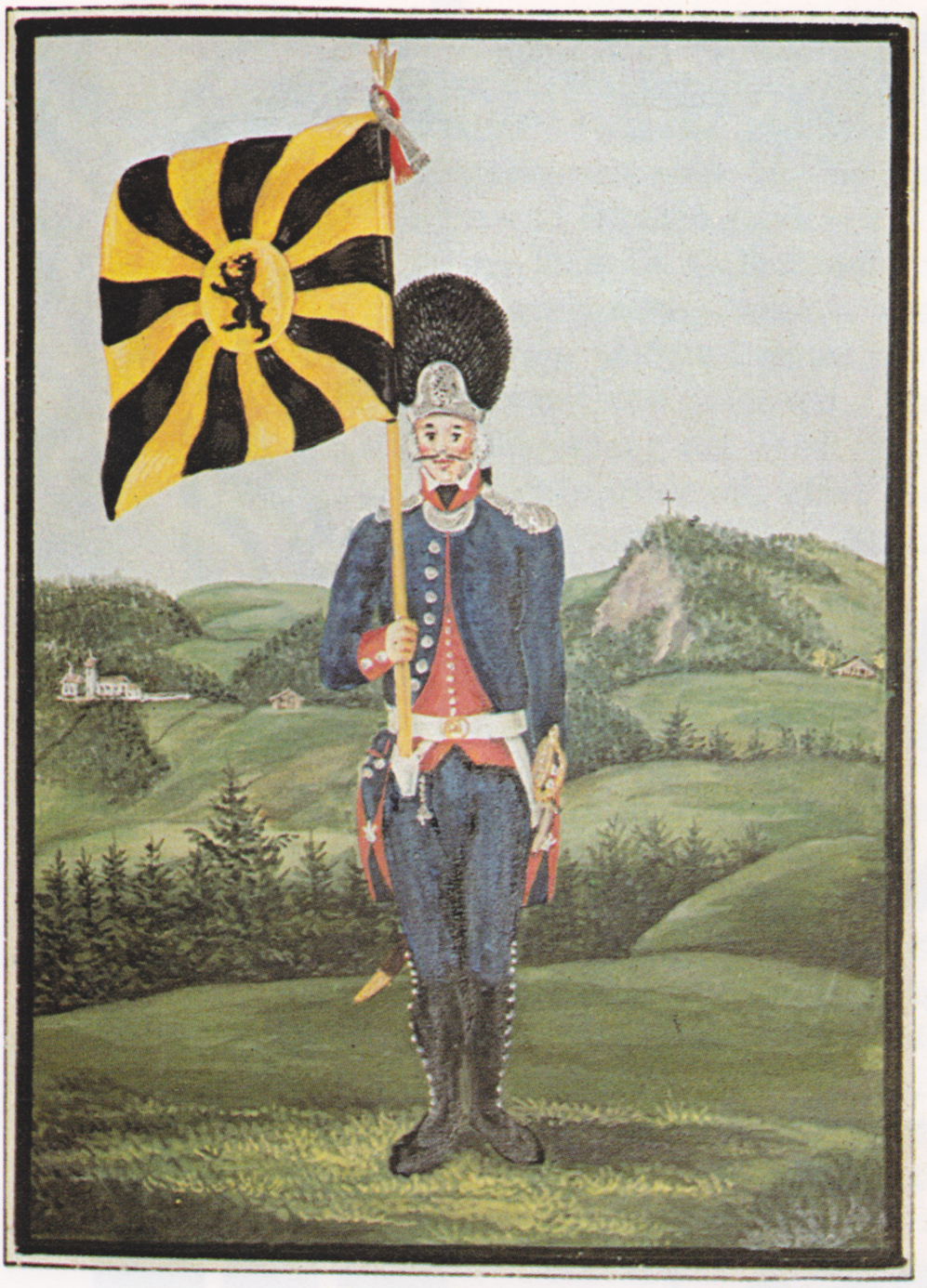
Прапор гренадерської роти військ абата між 1780 і 1790 роками. Акварель Д. В. Гартмана.
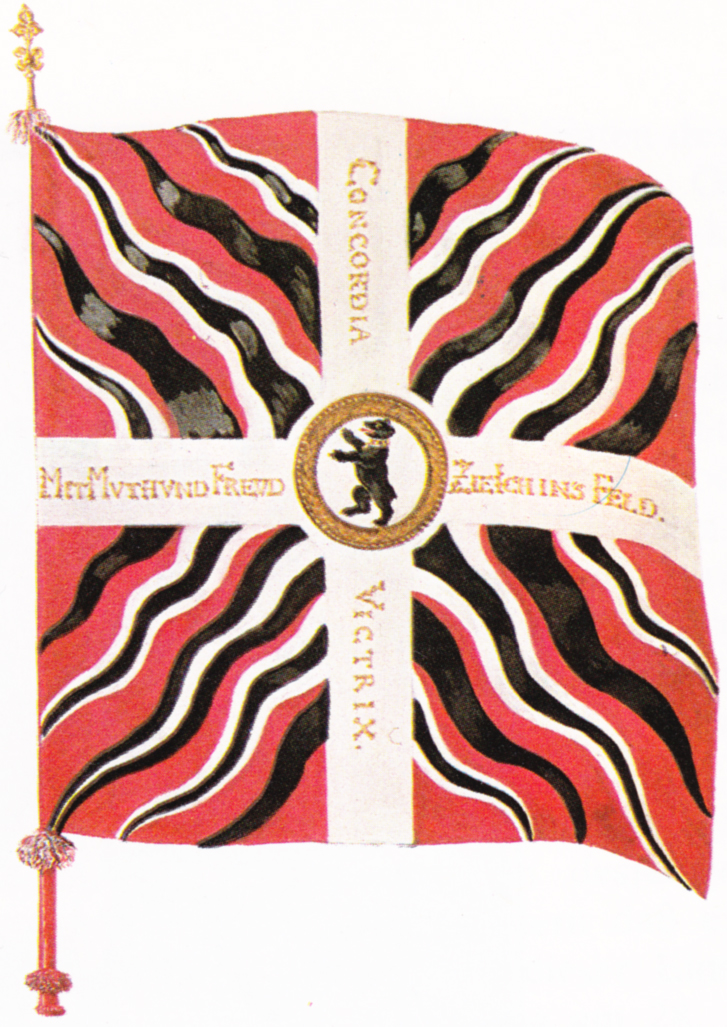
Прапор міста Санкт-Галлен, друга половина XVIII століття. Акварель Д. В. Гартмана
Герб кантону Аппенцелль-Іннерроден
Герб кантону Аппенцелль-Ауссерроден